# Edwarda O'Bara
Edwarda O'Bara (27 de marzo de 1953-21 de noviembre de 2012) fue una mujer estadounidense que pasó 42 años en un coma diabético, a partir de enero de 1970, después de contraer neumonía en diciembre de 1969.

## Primeros años y familia
O'Bara nació en Johnstown, Pensilvania, hija de Joe O'Bara y Kathryn "Kaye" McCloskey. Fue nombrada en honor al padre de Kaye, Edward McCloskey, quien fue alcalde de la ciudad durante la década de 1930. Joe fue un medio back en la Universidad de Pittsburgh en 1952, campeón de peso medio de boxeo de la Marina de los Estados Unidos durante la Segunda Guerra Mundial y posteriormente se convirtió en profesora de educación física. Kaye fue maestra de matemáticas en la escuela secundaria. También tenía una hermana menor, Colleen.

## Enfermedad y cuidados
O'Bara contrajo neumonía el 20 de diciembre de 1969, a los 16 años. Su condición empeoró durante un período de dos semanas y la llevaron a un hospital. Según su familia, a las 3 de la madrugada del 3 de enero de 1970, O'Bara "se despertó temblando y sintiendo un gran dolor, ya que la forma oral de insulina que había estado tomando no estaba llegando a su torrente sanguíneo". La fecha tenía un significado especial para la familia, ya que era el 22.º aniversario de bodas de sus padres. Su familia la llevó rápidamente al hospital, donde cayó en un coma diabético. Antes de perder el conocimiento, Edwarda le pidió a su madre, Kaye O'Bara, que nunca la dejara sola. La alimentaban a través de un tubo y Kaye la giraba de un lado a otro cada dos horas para prevenir úlceras por presión. Kaye también le leía, ponía música y conversaba con ella. Su padre, Joe, también renunció a su trabajo para cuidar de ella. Para 2007, los costos de los cuidados de O'Bara habían endeudado a su madre en $200,000. Joe sufrió un ataque al corazón en 1972 y falleció en 1976 a los 50 años. Kaye falleció en 2008 a los 81 años. Después de la muerte de Kaye, Edwarda siguió siendo cuidada por su hermana.

## Fallecimiento
O'Bara falleció en su hogar en Miami Gardens, Florida, el 21 de noviembre de 2012, a la edad de 59 años. Miles de personas de todo el mundo visitaron posteriormente la casa de la familia O'Bara.